# Martina Steuk
Martina Steuk z domu Kämpfert (ur. 11 listopada 1959 w Berlinie) – niemiecka lekkoatletka, biegaczka średniodystansowa, medalistka halowych mistrzostw Europy w 1982. W czasie swojej kariery reprezentowała Niemiecką Republikę Demokratyczną.
Specjalizowała się w biegu na 800 metrów. Zwyciężyła w nim na mistrzostwach Europy juniorów w 1977 w Doniecku.
Zajęła 4. miejsce w biegu na 800 metrów na igrzyskach olimpijskich w 1980 w Moskwie. Zwyciężyła w tej konkurencji oraz w sztafecie 4 × 400 metrów w finale pucharu Europy w 1981 w Zagrzebiu, a w zawodach pucharu świata w 1981 w Rzymie zajęła 2. miejsce w biegu na 800 metrów i 1. miejsce w sztafecie 4 × 400 metrów.
Zdobyła srebrny medal w biegu na 800 metrów na halowych mistrzostwach Europy w 1982 w Mediolanie, przegrywając jedynie z Doiną Melinte z Rumunii, a wyprzedzając Jolantę Januchtę z Polski.
Była mistrzynią NRD w biegu na 800 metrów w 1981 i 1982, wicemistrzynią na tym dystansie w 1978 i 1980 oraz brązową medalistką w 1987 i 1988. W hali była mistrzynią NRD w tej konkurencji w 1982.
Rekordy życiowe Martiny Steuk:
- bieg na 400 metrów – 52,88 (11 czerwca 1987, Neubrandenburg)
- bieg na 600 metrów – 1:24,56 (1 lipca 1981, Erfurt)
- bieg na 800 metrów – 1:56,21 (27 lipca 1980, Moskwa)
- bieg na 800 metrów (hala) – 1:59,24 (20 lutego 1982, Budapeszt)
- bieg na 1000 metrów – 2:30,85 (9 lipca 1980, Berlin)

Jej mąż Roland Steuk również był znanym lekkoatletą, młociarzem, medalistą mistrzostw Europy w 1978.